# Nino (futbolista brasileño)
Marcilio Florencio Mota Filho, comúnmente conocido como Nino, (10 de abril de 1997) es un futbolista brasileño que juega como defensa para el Zenit de San Petersburgo de la Liga Premier de Rusia.

## Trayectoria
Nino comenzó a jugar al fútbol cuando era joven en Sport Recife. Posteriormente se trasladó a Criciúma E. C., para el que estuvo activo hasta 2019. El 18 de febrero de 2016, en un partido del Campeonato Catarinense contra el Camboriú, debutó con el plantel principal de este último. Nino jugó 83 partidos con el equipo profesional del equipo de Santa Catarina.
En 2019 fue cedido al Fluminense y fichó al año siguiente en definitivo de Nino por 5 millones de reales, obteniendo una participación del 60% de los derechos económicos del deportista. El 29 de abril, en un partido contra el Goiás, debutó en el Campeonato Brasileiro Série A. El 18 de mayo, en un partido contra el Cruzeiro, Nino marcó su primer gol con el Fluminense.
En 2021, tuvo un rendimiento irregular, pero aun así fue titular con regularidad. En 44 partidos, aportó tres goles y dos asistencias al equipo.
Con Fluminense disputó más de 200 partidos, llegó a ser el capitán y en 2023 ayudó al equipo a ganar la Copa Libertadores. Ese acabó siendo su último año en el club. Con el Fluminense, Nino jugó 246 partidos y marcó 13 goles. Su último partido con el Tricolor fue la derrota ante el Manchester City en la final del Mundial de Clubes el 22 de diciembre de ese año.
A inicios de 2024 fue traspasado al Zenit de San Petersburgo. firmó un contrato de cuatro años hasta junio de 2028. El acuerdo costó 5 millones de euros. Para su primera temporada le dieron la camiseta número 27.Marcó su primer gol en la final de la Copa de Rusia, en el duelo contra el Baltika, en el estadio Luzhniki, en Moscú.
En noviembre de 2024, fue nominado al premio Defensor Mundial del Año de la FIFA.

## Selección nacional
En 2021 fue incluido en la selección brasileña sub-23 para disputar los Juegos Olímpicos de Verano de 2020, con la cual obtuvo la medalla de oro al proclamarse campeón del torneo masculino de fútbol, al vencer 2-1 a España.
En noviembre de 2023 hizo su debut con la selección absoluta en un partido de clasificación para el Mundial 2026 ante Argentina que perdieron por cero a uno.

## Estadísticas

### Clubes
Actualizado al último partido disputado el 3 de agosto de 2025.
| Club                      | Div.                | Temporada           | Liga  | Liga  | Copas nacionales | Copas nacionales | Copas internacionales | Copas internacionales | Otros | Otros | Total | Total |
| Club                      | Div.                | Temporada           | Part. | Goles | Part.            | Goles            | Part.                 | Goles                 | Part. | Goles | Part. | Goles |
| ------------------------- | ------------------- | ------------------- | ----- | ----- | ---------------- | ---------------- | --------------------- | --------------------- | ----- | ----- | ----- | ----- |
| Criciúma E. C. · Brasil   | 2.ª                 | 2016                | 0     | 0     | 0                | 0                | —                     | —                     | 3     | 0     | 3     | 0     |
| Criciúma E. C. · Brasil   | 2.ª                 | 2017                | 24    | 0     | 0                | 0                | —                     | —                     | 5     | 0     | 29    | 0     |
| Criciúma E. C. · Brasil   | 2.ª                 | 2018                | 29    | 1     | 2                | 0                | —                     | —                     | 15    | 0     | 46    | 1     |
| Criciúma E. C. · Brasil   | 2.ª                 | 2019                | 0     | 0     | 0                | 0                | —                     | —                     | 5     | 0     | 5     | 0     |
| Criciúma E. C. · Brasil   | Total club          | Total club          | 53    | 1     | 2                | 0                | 0                     | 0                     | 28    | 0     | 83    | 1     |
| Fluminense F. C. · Brasil | 1.ª                 | 2019                | 36    | 1     | 6                | 0                | 6                     | 0                     | 2     | 0     | 50    | 1     |
| Fluminense F. C. · Brasil | 1.ª                 | 2020                | 26    | 3     | 6                | 1                | 0                     | 0                     | 8     | 0     | 40    | 4     |
| Fluminense F. C. · Brasil | 1.ª                 | 2021                | 25    | 2     | 2                | 0                | 8                     | 0                     | 9     | 1     | 44    | 3     |
| Fluminense F. C. · Brasil | 1.ª                 | 2022                | 30    | 0     | 8                | 0                | 8                     | 0                     | 7     | 0     | 53    | 0     |
| Fluminense F. C. · Brasil | 1.ª                 | 2023                | 26    | 2     | 4                | 1                | 14                    | 1                     | 13    | 1     | 57    | 5     |
| Fluminense F. C. · Brasil | Total club          | Total club          | 143   | 8     | 26               | 2                | 36                    | 1                     | 39    | 2     | 244   | 13    |
| Zenit · Rusia             | 1.ª                 | 2023-24             | 12    | 0     | 4                | 1                | —                     | —                     | —     | —     | 16    | 1     |
| Zenit · Rusia             | 1.ª                 | 2024-25             | 30    | 2     | 5                | 0                | —                     | —                     | —     | —     | 35    | 2     |
| Zenit · Rusia             | 1.ª                 | 2025-26             | 3     | 0     | 0                | 0                | —                     | —                     | —     | —     | 3     | 0     |
| Zenit · Rusia             | Total club          | Total club          | 45    | 2     | 9                | 1                | 0                     | 0                     | 0     | 0     | 54    | 3     |
| Total en su carrera       | Total en su carrera | Total en su carrera | 241   | 11    | 37               | 3                | 36                    | 1                     | 67    | 2     | 381   | 17    |
| 1. 2. 3.                  |                     |                     |       |       |                  |                  |                       |                       |       |       |       |       |

## Palmarés

### Títulos regionales
| Título             | Club             | Año  |
| ------------------ | ---------------- | ---- |
| Campeonato Carioca | Fluminense F. C. | 2022 |
| Campeonato Carioca | Fluminense F. C. | 2023 |

### Títulos nacionales
| Título                | Club                     | País  | Año  |
| --------------------- | ------------------------ | ----- | ---- |
| Liga Premier de Rusia | Zenit de San Petersburgo | Rusia | 2024 |
| Copa de Rusia         | Zenit de San Petersburgo | Rusia | 2024 |
| Supercopa de Rusia    | Zenit de San Petersburgo | Rusia | 2024 |

### Títulos internacionales
| Título                    | Club (*)         | Sede           | Año  |
| ------------------------- | ---------------- | -------------- | ---- |
| Torneo Olímpico de Fútbol | Brasil olímpica  | Tokio          | 2020 |
| Copa Libertadores         | Fluminense F. C. | Río de Janeiro | 2023 |

(*) Incluyendo la selección.